# Wahlbezirk Österreich ob der Enns 11
Der Wahlbezirk Österreich ob der Enns 11 war ein Wahlkreis für die Wahlen zum Abgeordnetenhaus im österreichischen Kronland Österreich ob der Enns (Oberösterreich). Der Wahlbezirk wurde 1907 mit der Einführung der Reichsratswahlordnung geschaffen und bestand bis zum Zusammenbruch der Habsburgermonarchie.

## Geschichte
Nachdem der Reichsrat im Herbst 1906 das allgemeine, gleiche, geheime und direkte Männerwahlrecht beschlossen hatte, wurde mit 26. Jänner 1907 die große Wahlrechtsreform durch Sanktionierung von Kaiser Franz Joseph I. gültig. Mit der neuen Reichsratswahlordnung schuf man insgesamt 516 Wahlbezirke, wobei mit Ausnahme Galiziens in jedem Wahlbezirk ein Abgeordneter im Zuge der Reichsratswahl gewählt wurde. Der Abgeordnete musste sich dabei im ersten Wahlgang oder in einer Stichwahl mit absoluter Mehrheit durchsetzen. Der Wahlbezirk Österreich ob der Enns 11 umfasste die Gerichtsbezirke Lembach, Rohrbach, Aigen sowie Haslach, wobei die Ortschaft Rohrbach der gleichnamigen Gemeinde (Wahlbezirk 6) ausgenommen war.
Aus der Reichsratswahl 1907 ging Alfred Ebenhoch (Christlichsoziale Partei) als Sieger hervor. Er konnte sein Mandat bei der Reichsratswahl 1911 erfolgreich verteidigen. Nach seinem Tod im Jänner 1912 konnte sich sein Parteikollege Johann Hötzendorfer in der Ersatzwahl durchsetzen.

## Wahlen

### Reichsratswahl 1907
Die Reichsratswahl 1907 wurde am 14. Mai 1907 (erster Wahlgang) durchgeführt. Eine Stichwahl entfiel auf Grund der absoluten Mehrheit für Alfred Ebenhoch im ersten Wahlgang.
| Kandidat                                                                     | Partei                             | Wahlkreis- stimmen | Stimmen- anteil |
| ---------------------------------------------------------------------------- | ---------------------------------- | ------------------ | --------------- |
| Alfred Ebenhoch                                                              | Katholisch-Konservative Partei     | 6570               | 93,2 %          |
| Anton Weiguny                                                                | Sozialdemokratische Arbeiterpartei | 191                | 2,7 %           |
| Ferdinand Grahammer                                                          | Oberösterreichischer Bauernverein  | 69                 | 1,0 %           |
| Sonstige                                                                     | Sonstige                           | 218                | 3,1 %           |
| Wahlberechtigte: 7993, Ungültige/Leere Stimmen: 261, Wahlbeteiligung: 91,4 % |                                    |                    |                 |

### Reichsratswahl 1911
Die Reichsratswahl 1911 wurde am 13. Juni 1911 (erster Wahlgang) durchgeführt. Die Stichwahl entfiel auf Grund des absoluten Mehrheit von Alfred Ebenhoch im ersten Wahlgang.
| Kandidat                                                                     | Partei                             | Wahlkreis- stimmen | Stimmen- anteil |
| ---------------------------------------------------------------------------- | ---------------------------------- | ------------------ | --------------- |
| Alfred Ebenhoch                                                              | Christlichsoziale Partei           | 4108               | 63,2 %          |
| Johann Haslgruber                                                            | Oberösterreichischer Bauernverein  | 1870               | 28,8 %          |
| Anton Weiguny                                                                | Sozialdemokratische Arbeiterpartei | 149                | 2,3 %           |
| Langthaler                                                                   | Deutsche Volkspartei               | 142                | 2,2 %           |
|                                                                              | Christlichsoziale Partei           | 57                 | 0,9 %           |
|                                                                              | Sonstige                           | 170                | 2,6 %           |
| Wahlberechtigte: 7648, Ungültige/Leere Stimmen: 367, Wahlbeteiligung: 89,7 % |                                    |                    |                 |

### Reichsratsersatzswahl 1912
Nach dem Tond von Alfred Ebenhoch im Jänner 1912 wurde am 27. Februar 1912 die Reichsratersatzswahl durchgeführt. Die Stichwahl entfiel auf Grund des absoluten Mehrheit von Hötzendorfer im ersten Wahlgang.
| Kandidat                                                                    | Partei                             | Wahlkreis- stimmen | Stimmen- anteil |
| --------------------------------------------------------------------------- | ---------------------------------- | ------------------ | --------------- |
| Johann Hötzendorfer                                                         | Christlichsoziale Partei           | 4591               | 66,1 %          |
| Johann Haslgruber                                                           | Oberösterreichischer Bauernverein  | 1352               | 19,5 %          |
| Dr. Autengruber                                                             | „Altchristlichsozial“              | 941                | 13,5 %          |
| Eduard Euller                                                               | Sozialdemokratische Arbeiterpartei | 32                 | 0,5 %           |
|                                                                             | Sonstige                           | 32                 | 0,5 %           |
| Wahlberechtigte: 7564, Ungültige/Leere Stimmen: 72, Wahlbeteiligung: 92,8 % |                                    |                    |                 |